# 피터 섄드 키드
피터 섄드 키드(영어: Peter Shand Kydd, 1925년 4월 23일 ~ 2006년 3월 23일)는 웨일스 공비 다이애나의 의붓아버지이자 그의 아버지 노먼 섄드 키드(1895–1962)가 세운 벽지 재산의 상속자였다. 그의 어머니는 프랜시스 매들린 포이(1900–1983)였다. 그는 아마추어 기수 챔피언 윌리엄 섄드 키드(1937–2014)의 이복 형제였는데, 그는 루칸 백작부인 베로니카 빙햄의 여동생 크리스티나 무리엘 던컨(1937–2014)의 남편이었다.